# 奧歷山德拉·扎利茨卡
奧歷山德拉·塞爾希伊芙娜·扎利茨卡（羅馬化：Oleksandra Serhiivna Zaritska；1992年8月3日—），KAZKA乐队主唱，曾参加乌克兰音乐节目X-Factor。

## 生平

### 早年生活
亚历山大·扎利斯卡于1992年8月3日生于乌克兰哈爾科夫。扎利斯卡从小便梦想成为歌手，她在十年级时登台表演，受到广泛好评后决心继续表演。 
2014年，扎利斯卡就读于哈尔科夫国立法律大学，据她的祖母阿纳斯塔西娅·扎里茨卡（Анастасія Заріцька）说，扎利斯卡“说她不会成为一名律师，她对此不感兴趣。她父亲希望扎利斯卡能协助他的法律工作。但她坚持要唱歌，要参加节目选秀……”  。
大学毕业后，扎利斯卡搬至基辅居住。同年，她参加节目《国家之声》 ，但被淘汰。

### 2017年至今
2017年，扎利斯卡与尼基塔·布达什创建KAZKA乐队 。同年，乐队第一首单曲发行，并在X-Factor节目中获得第七名。 2018年， KAZKA欲代表乌克兰参加2019年欧洲歌唱大赛，参加选拔节目Eurovision-2018 ，但以第十五名的成绩落败。
2018年4月27日，KAZKA发行首张专辑《KARMA》。
2019年6月20日，《玩具總動員4》在乌克兰上映，扎利斯卡担任其中一角色的配音。
2022年，俄罗斯入侵乌克兰，KAZKA发布反战歌曲《I AM NOT OK》，扎利斯卡在其MV中为乌克兰祈祷，并向乌克兰军队致谢。

## 电影

### 配音
- 《玩具總動員4》— 角色Smishanka Mac Fresnianka

## 社交活动
2018年，她加入慈善摄影项目“真诚，节日”，致力于普及乌克兰传统民间服饰。该项目由Domosfera购物中心、Gres Todorchuk通讯机构和乌克兰国家民俗文化中心运行。项目出售日历获得的利润并将其用于博物馆重建 ，日历中的每个月都标明乌克兰传统节日，并展示乌克兰传统服饰元素 。

## 引用来源
1. ↑  . Цензор.НЕТ (Вища кваліфікаційна комісія суддів України). 2018-06-22. （原始内容存档于2020-10-03）.
2. ↑  . xfactor.stb.ua. 2017-12-11.   [2019-01-30]. （原始内容存档于2019-01-02）.
3. ↑  . maximum.fm. 2018-04-27  [2019-01-30]. （原始内容存档于2018-04-28）.
4. ↑  . web.archive.org. 2019-06-15  [2022-08-29]. 原始内容存档于2019-06-15.
5. ↑  ,   [2022-07-21], （原始内容存档于2022-03-28） （中文（中国大陆））
6. ↑  . «Музей Івана Гончара».   [2021-06-04]. （原始内容存档于2021-05-07）.
7. ↑  . «BBC Україна».   [2021-06-04]. （原始内容存档于2021-06-04）.